# 평창초등학교
평창초등학교는 대한민국 강원특별자치도 평창군 평창읍 하리에 있는 공립 초등학교이다.

## 학교 연혁
- 1912.05.14 평창공립보통학교 개교(설립인가 3월 6일)
- 1938.04.01 평창일신공립심상소학교로 개칭
- 1941.04.01 평창일신공립국민학교로 개칭
- 1996.03.01 평창초등학교로 개명
- 1999.09.01 다수초등학교 통합
- 2000.08.20 교실 10실 개축, 6실 증축
- 2000.12.20 교사개축 및 다목적실, 식당 신축
- 2013.02.07 제98회 졸업식 78명 졸업(총11,646명)
- 2013.03.01 제28대 김회억 교장 부임
- 2013.03.04 21(1)학급 편성

## 참고 자료
- 평창초등학교 - 한국교육학술정보원 학교알리미